# Live Vengeance ’82
Live Vengeance '82 – koncert zapisany na oficjalnym DVD przez brytyjski zespół heavymetalowy Judas Priest i wydany w 2006 roku w Polsce przez Sony BMG.
Jest to zbiór 17 utworów nagranych podczas koncertu w grudniu 1982 roku w Memphis podczas trasy World Vengeance. Koncert promował płytę Screaming for Vengeance (1982). Zespół wystąpił w składzie: wokal – Rob Halford, gitary – K.K. Downing i Glenn Tipton, bas – Ian Hill, perkusja – Dave Holland.

## Lista utworów
1. The Hellion/Electric Eye
2. Riding On The Wind
3. Heading Out To The Highway
4. Metal Gods
5. Bloodstone
6. Breaking the Law
7. Sinner
8. Desert Plains'
9. The Ripper
10. Diamonds and Rust
11. Devil's Child
12. Screaming For Vengeance
13. You've Got Another Thing Comin'
14. Victim of Changes
15. Living After Midnight
16. The Green Manalishi (With The Two-Pronged Crown)
17. Hell Bent For Leather